# 患者虐待
患者の虐待（かんじゃのぎゃくたい、英: Patient abuse ）またはネグレクト（放置・怠慢）は、不当な苦痛、惨めさ、または患者に害を及ぼすような行動または失敗をいう。 
- 虐待は、患者への肉体的に攻撃すること、性的暴行。また必要な治療処置、身体的ケア、食事などの意図的な留保、言葉による虐待などの心理的虐待も含む。加えて、患者の財産を不当に処分などの経済的虐待も含む。
- ネグレクトは、患者のニーズやケアに適切に対応しなかったこと、または患者に意図的でないにしろ、傷害を引き起こしたことが含まれる[2]。

患者の虐待やネグレクトは病院、特別養護老人ホーム、診療所、そして在宅ケア中などで発生する。

## 性的虐待
アメリカ合衆国において、問題を起こした医師を追跡調査する全米医師データバンクでの2003年1月から2013年9月までに集められた情報によると、性的不祥事を起こして処分を受けた医師は862人である。
日本においては、強制わいせつ罪や準強制わいせつ罪で処罰を受ける医師はいるし、それで医業停止・免許停止にはなっている。しかし2024年時点では、日本医師会から「厚労省には警察のような捜査権がない」などの反発も多く、わいせつ行為を行った医師の行政処分(医業停止、医師免許取消しなど)の基準づくりは宙に浮いている

## 関連事件
- 宇都宮病院事件
- 朝倉病院事件
- 神出病院虐待事件
- 医師による健康診断盗撮事件、東京都立墨東病院準強制わいせつ事件

日本以外の事件
- en:Winterbourne View hospital abuse

## 対応
医療関係者側の対応
- アンガーマネジメント、アサーティブネス
- コーピング（英語版） ‐ ストレス対処。
- CVPPP（Comprehensive Violence Prevention and Protection Program、包括的暴力防止プログラム）
- 医療現場の職業安全（英語版）

患者側と法律の対応
- 内部告発
- 精神保健及び精神障害者福祉に関する法律 - 日本の法律で、精神病院での強制入院・拘束などの条件について記され、違反する場合は行政監査を受けることとなっている。
- わいせつ、不同意性交等及び重婚の罪
- 障害者の権利に関する条約
  - 障害者虐待の防止、障害者の養護者に対する支援等に関する法律、障害を理由とする差別の解消の推進に関する法律